# Nuevo amanecer (telenovela)
Nuevo amanecer es una telenovela mexicana dirigida por Alfredo Gurrola, producida por Ernesto Alonso para la cadena Televisa.
Fue protagonizada por Jacqueline Andere y Pedro Armendariz Jr., antagonizada por Blanca Guerra y Rita Macedo, y como coprotagonistas tuvo a Daniela Castro, Salma Hayek y Raúl Araiza.

## Argumento
Esta telenovela cuenta la historia de Laura Treviño, una mujer madura de carácter tímido y reservado que siempre ha sufrido los malos tratos de su madre, Elena. Laura, que trabaja como maestra en una preparatoria, fue víctima de una violación por parte de su padrastro durante su infancia, lo que le ha dejado un profundo trauma. Al morir Elena, Laura hereda su fortuna y se va a vivir con Norma, su mejor amiga y compañera de trabajo, quien tiene un carácter completamente opuesto al de ella. 
En un viaje, Laura conoce a Gerardo; los dos se enamoran, pero Laura sufre por no poder dejar de recordar lo sucedido durante su niñez. Sin embargo, el trauma infantil no es el único problema de Laura, que tendrá que luchar contra alguien que intenta destruirla y descubrir quién le envía unas cartas anónimas que parecen firmadas por Elena. Sin embargo, ni Gerardo ni Norma serán de mucha ayuda para Laura, pues ella comienza una relación con un hombre casado y él empieza a dar muestras de estar ocultando algo.

## Elenco
- Jacqueline Andere - Laura Treviño Prada
- Pedro Armendáriz Jr. - Gerardo Reynolds
- Blanca Guerra - Norma Espejel
- Daniela Castro - Patricia Ortiz Pineda
- Salma Hayek - Fabiola Ramírez McLaren
- Raúl Araiza - Esteban Soriano Ruiz
- Araceli Aguilar - Amparo Luna
- Roberto Antúnez - Arnulfo Vega
- Jerardo - Manuel Vélez
- Norma Lazareno - Marisa Basurto
- Rita Macedo - Elena Prada vda. de Treviño
- Maristel Molina - Nieves Redin
- Alejandra Morales - Ernestina Perales
- Manuel Ojeda - Samuel Ramírez
- Rebeca Silva - Diana Ortiz
- Héctor Suárez Gomís - Paco Landeros
- Gilberto Trujillo - Luis Reyes
- Eduardo Liñán - Felipe Turbay
- Tere Velázquez - Gladys McLaren Anthony
- Flor Trujillo - Elizabeth Sheldan
- Guillermo Aguilar - Javier Maldonado
- Graciela Döring - Benita
- Dolores Beristáin - Adela vda. de Ramírez
- Fabio Ramírez
- Humberto Elizondo - Aníbal
- Claudia Fernández - Gina
- Marco Hernán - Ángel
- Óscar Traven - Tom Sheldan
- Fabiola Elenka Tapia - Laura Treviño (niña)
- Graciela Bernardos - Cora
- Enrique Hidalgo - Doctor de Fabiola

## Equipo de producción
- Argumento: Carmen Daniels
- Libreto: Carmen Daniels, Tere Medina
- Basadas en una historia de: Fernanda Villeli
- Tema: Amarte así
- Autor: Pedro Cárdenas
- Intérprete: Jerardo
- Arreglos musicales: Juan Carlos Noroña, Juan Diego
- Escenografía: Isabel Cházaro
- Ambientación: Grace Torres
- Coordinación general de producción: Guadalupe Cuevas
- Jefes de producción: Tere Anaya, Gerardo Lucio
- Luminotécnico: Arturo Mañón
- Director de cámaras: Carlos Guerra Villarreal
- Director: Alfredo Gurrola
- Productor: Ernesto Alonso

## Premios

### Premios TVyNovelas 1989
| Categoría                  | Nominada          | Resultado |
| -------------------------- | ----------------- | --------- |
| Mejor actriz experimentada | Jacqueline Andere | Ganadora  |
| Mejor actriz debutante     | Daniela Castro    | Ganadora  |
| Mejor actriz debutante     | Salma Hayek       | Ganadora  |

## Versiones
- Nuevo amanecer es una versión libre de la película El deseo en otoño, dirigida por Carlos Enrique Taboada en 1972, escrita también por Fernanda Villeli y protagonizada por Maricruz Olivier, Guillermo Murray y Sonia Furió en los papeles de Jacqueline Andere, Pedro Armendáriz Jr. y Blanca Guerra, respectivamente.